# Lagartixa-ibérica
A Lagartixa-ibérica (Podarcis hispanica) é uma lagartixa do género Podarcis de 5–7 cm de comprimento em média medido do focinho até ao ventre (SVL - do inglês, snout vent length, ou seja excluindo a cauda). Pode ser encontrada na Península Ibérica, no noroeste africano e em distritos costeiros em Languedoc-Roussillon, França.
Uma subespécie deste lagarto, Podarcis hispanica atrata, vive nas Ilhas Columbretes ao  largo da costa oriental da Península Ibérica.

## Fonte
- Este artigo foi inicialmente traduzido, total ou parcialmente, do artigo da Wikipédia em inglês cujo título é «Podarcis hispanica», especificamente desta versão.